# Flatida tricolor
Flatida tricolor är en insektsart som först beskrevs av White 1846.  Flatida tricolor ingår i släktet Flatida och familjen Flatidae. Inga underarter finns listade i Catalogue of Life.